# 伊甸园 (南达科他州)
伊甸园（英語：Eden），是美国南达科他州下属的一座城市。根据2010年美国人口普查，该市有人口87人。论人口在本州排行第241。